# (8290) 1992 NP
(8290) 1992 NP est un astéroïde de la ceinture principale découvert en 1992.

## Description
(8290) 1992 NP a été découvert le 2 juillet 1992 à l'observatoire Palomar, situé au nord de San Diego en Californie, par Eleanor Francis Helin et L. Lee.

### Caractéristiques orbitales
L'orbite de cet astéroïde est caractérisée par un demi-grand axe de 2,61 UA, un périhélie de 2,09 UA, une excentricité de 0,20 et une inclinaison de 11,86° par rapport à l'écliptique. Du fait de ces caractéristiques, à savoir un demi-grand axe compris entre 2 et 3,2 UA et un périhélie supérieur à 1,666 UA, il est classé, selon la JPL Small-Body Database, comme objet de la ceinture principale.

### Caractéristiques physiques
(8290) 1992 NP a une magnitude absolue (H) de 13,0 et un albédo estimé à 0,218.